# Zheshan (köping i Kina, Shandong)
Zheshan (kinesiska: 柘山镇, 柘山) är en köping i Kina. Den ligger i provinsen Shandong, i den östra delen av landet, omkring 180 kilometer öster om provinshuvudstaden Jinan. Antalet invånare är 28333. Befolkningen består av 13 846 kvinnor och 14 487 män. Barn under 15 år utgör 13,0 %, vuxna 15-64 år 75 %, och äldre över 65 år 10,0 %.
Genomsnittlig årsnederbörd är 786 millimeter. Den regnigaste månaden är juli, med i genomsnitt 255 mm nederbörd, och den torraste är januari, med 10 mm nederbörd.